# Benjamin de Lajarte
Benjamin de Lajarte est un réalisateur, scénariste, producteur et acteur français, né en 1972 à Caen.

## Filmographie
Sauf indication contraire, les informations mentionnées dans cette section peuvent être confirmées par les bases de données cinématographiques IMDb et Allociné,  présentes dans la section « Liens externes ».

### Comme réalisateur-scénariste
- 2000 : À ciel ouvert (court métrage)
- 2008 : Son nom (court métrage)
- 2013 : Les Jeux des nuages et de la pluie

### Comme scénariste seulement
- 2021 : Confessions (mini-série)

### Comme producteur
- 2007 : Adriana et moi (téléfilm) de Williams Crépin
- 2010 : Enterrez nos chiens (moyen métrage) de Frédéric Serve
- 2016 : Ennemis intérieurs (court métrage) de Sélim Azzazi

### Comme acteur
- 2000 : À ciel ouvert (court métrage) de lui-même : Benoît
- 2000 : Blague à part (série télévisée), saison 2, épisode Mémère : Rémi
- 2013 : Les Jeux des nuages et de la pluie de lui-même : le magicien sur la scène
- 2015 : Moi et Kaminski de Wolfgang Becker : Dominik Silva jeune

## Distinctions
- Festival Jean Carmet de Moulins 2000 : Prix du public de l'acteur le plus prometteur pour À ciel ouvert
- Festival Courts Toujours 2000 : Grand Prix[réf. nécessaire]
- Festival Ciné ma région 2001 : Prix d’interprétation[réf. nécessaire]
- Trophée du premier scénario (CNC) 2005[réf. nécessaire]
- Festival du film de Montpellier 2008 : Prix du jury[réf. nécessaire]